# Savo Vukelić
Savo Vukelić, hrvaški general, * 27. januar 1917, † 25. avgust 1974.

## Življenjepis
Vukelić, podčastnik VKJ, se je leta 1941 pridružil NOVJ in KPJ. Med vojno je bil na različnih poveljniških položajih; nazadnje je bil poveljnik 43. divizije.
Po vojni je bil poveljnik divizije, načelnik štaba in poveljnik korpusa, pomočnik načelnika VVA JLA,...